# Herbert Szendzielorz
Herbert Szendzielorz (ur. 16 listopada 1922 w Krywałdzie (Knurów), zm. 2 stycznia 1990 w Knurowie) – polski lekkoatleta specjalizujący się w rzucie oszczepem, startujący także w skoku o tyczce.
Dwukrotny medalista mistrzostw Polski w rzucie oszczepem: (złoto w 1949, brąz w 1947), w 1947 wywalczył także brąz w skoku o tyczce.. Reprezentant kraju w meczu międzypaństwowym przeciwko Rumunii w 1949 (był to pierwszy po II wojnie światowej lekkoatletyczny mecz reprezentacji Polski). Bronił barw Lignozy Krywałd (1945–1948) i Unii Krywałd (od 1949). Rekord życiowy: 60,73 (22 kwietnia 1951, Katowice).